# Citeri Sidoni
Citeri Sidoni (llatí: Citerius Sidonius), fou un poeta i gramàtic romà autor d'un epigrama que no té especials mèrits poètics. Tracta de tres pastors, i destaca per la seva peculiaritat.
Sembla que fou mestre a Bordeus i amic d'Ausoni, qui diu que va néixer a Siracusa, i li prodiga lloances. En un panegíric, Ausoni el compara amb Aristarc de Tègea i amb Zenòdot d'Alexandria, i afegeix que els seus poemes, escrits quan era jove, eren superiors als de Semònides d'Amorgos.
Es va casar amb una rica dama de Bordeus i va morir sense fills.